# The Fuck Hornisschen Orchestra

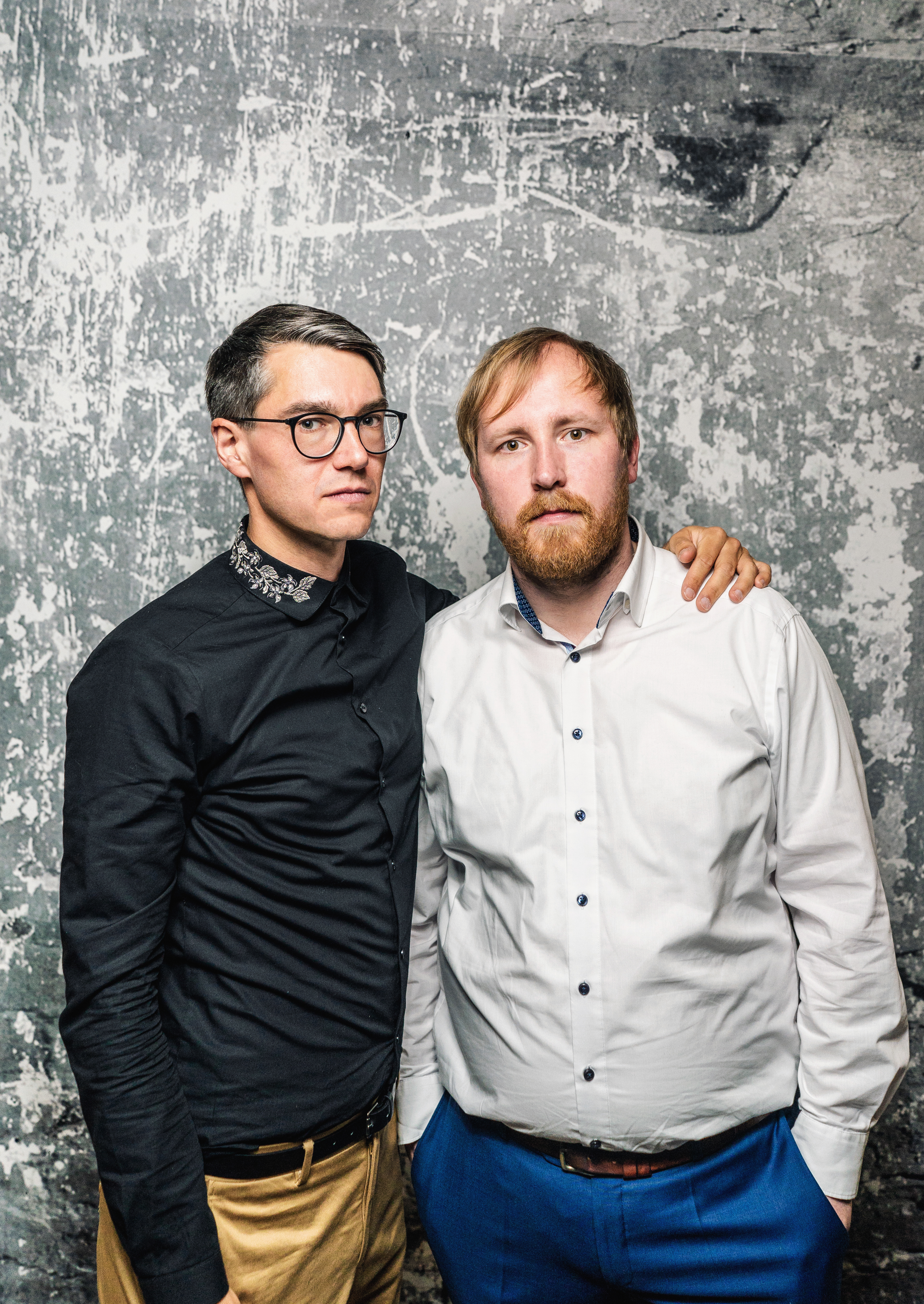
Fischer (rechts) und Meyer (links).

The Fuck Hornisschen Orchestra ist ein Comedy-Musik-Duo aus Leipzig in Sachsen bestehend aus Julius Fischer (* 1984) und Christian Meyer (* 1982). Sie singen zusammen und spielen beide verschiedene Instrumente – zumeist Kinderinstrumente. Fischer spielt häufig Gitarre.

## Geschichte
Fischer und Meyer lernten sich 2003 in der Universität Leipzig kennen, wo sie beide Germanistik und Geschichte studierten. Im April 2004 gingen sie erstmals zusammen zu einem Poetry Slam und trugen einzeln Texte vor. Ihre regelmäßige Teilnahme brachte sie dann im selben Jahr zu den deutschsprachigen Meisterschaften nach Stuttgart, bei denen Meyer den elften Platz erreichte und seine Poetry-Slam-Karriere aufgab.
Im Zuge der Studentenproteste im Sommer 2004 schrieben sie ihr erstes gemeinsames Bühnenstück Die Sonne brennt wie Hulle, eine Mischung aus Text und Lied, bei dem Meyer noch Schlagzeug spielte. Uraufführung und zugleich einzige Aufführung war am 9. Juni 2004 im Innenhof der Universität Leipzig.
Fischer wurde in den Folgejahren zu einem der bekanntesten und erfolgreichsten deutschsprachigen Slammer. 2006 versuchten sie sich zusammen als Poetry-Slam-Team „Klubteam Kryptonym: Farce“ bei den deutschsprachigen Meisterschaften in München, scheiterten jedoch mit dem Text Motten in der Vorrunde.
Ihre erste abendfüllende Unterhaltungsshow mit dem Namen „Klub Kryptonym: Farce“ – eine Spiel- und Literaturshow mit zwei Gästen und Musikeinlagen – fand am 25. September 2005 im Kassablanca in Jena statt. Bis 2009 wurde das Programm unregelmäßig aufgeführt, darunter in Hamburg, Cottbus, Leipzig und Dresden.
Von 2005 bis 2009 standen Fischer und Meyer einmal im Monat mit eigenen abendfüllenden Unterhaltungsshows im Leipziger Wohnzimmerclub Ilses Erika auf der Bühne. Von der Bandtestshow Who the fuck is…? über die Literaturshow Klub Kryptonym: Sparce bis zur Talentshow Perlen vor die Sachsen schrieben sie für die Shows immer mehr Lieder und stellten irgendwann fest, dass sie eine Band sind.
Im Herbst 2009 gingen sie erstmals unter dem Namen The Fuck Hornisschen Orchestra und dem Programm vom fohlen und wäldern auf Tournee und bespielten 31 Städte in 40 Tagen. Durch eine Empfehlung ihres Freundes Nico Semsrott spielten sie im Winter 2009 erstmals im TV  als Special Guests beim NDR Comedy Contest, dessen Showband sie daraufhin für drei Staffeln (bis 2012) wurden. Es folgten TV-Auftritte u. a. bei NightWash, im WDR, bei ZDFneo und Einsfestival.
Ihre erste CD vom fohlen und wäldern erschien 2009. Sie tourten durch das Bundesgebiet und nahmen in der Dresdner Scheune eine DVD mit dem Titel nach glanz trachten (2011) auf.  Das Programm nach glanz trachten ist eine Weiterentwicklung von vom fohlen und wälden und besteht knapp zur Hälfte aus Liedern des vorigen Programms.
2011 wurden sie für den Prix Pantheon nominiert. Bei einem Kreativaufenthalt in der Villa Concordia in Bamberg stellten sie 2012 ihr neues Programm Hoffnung 3000 fertig, das im September 2012 auf CD erschien und von einer großen Tournee begleitet wurde. Es folgten die Bühnenprogramme Fohlenglanz 3000 und im Jahr 2015 Palmen.
Von 2014 bis 2018 moderierten und konzipierten sie 42 Folgen ihrer eigenen Fernsehshow namens Comedy mit Karsten (die fünfte Staffel hieß Comedy ohne Karsten) im Mitteldeutschen Rundfunk (MDR). 2017 und 2018 moderierten sie zudem die Poetry-Slam-Sendung [sla(m]dr), ebenfalls im Mitteldeutschen Rundfunk (MDR).
Im November 2021 vertraten sie das Bundesland Sachsen bei LUKE! Die Greatnightshow – Deutschland lacht auf Sat.1 und landeten auf dem fünften Platz.
Aktuell spielen sie noch zusammen die Weihnachtsschmonzette jährlich im Dezember. Statt dem Bandnamen verwenden sie ihre bürgerlichen Namen. Weitere Programme sind nicht geplant.

## Bühnenprogramme
- 2009–2010: vom fohlen und wäldern
- 2010–2012: nach glanz trachten
- seit 2010: Weihnachtsschmonzette
- 2012–2013: Hoffnung 3000
- 2013–2014: Fohlenglanz 3000 (Best-of-Programm)
- 2015–2017 : PALMEN

## Veröffentlichungen
- 2009 vom fohlen und wäldern. Sprechstation-Verlag, ISBN 3-939055-13-1
- 2011 nach glanz trachten. (DVD, Voland & Quist)
- 2012 Hoffnung 3000. (CD, Voland & Quist)
- 2015 Palmen. (CD, Voland & Quist)
- 2016 Weihnachtsschmonzette. (CD, Voland & Quist)

## Auszeichnungen
- 2007: 1. Platz beim Song Slam im Rahmen der nationalen Meisterschaften im Poetry Slam in Berlin (wobei Meyer nur in der Vorrunde das Lied „W-A-L-D“ mitgesungen hat)
- 2007: 1. Platz beim Kudernatsch Liedermacherwettbewerb in der Schaubühne Lindenfels in Leipzig (wobei Meyer hier nur in der Vorrunde das Lied „W-A-L-D“ mitgesungen hat)
- 2009: 1. Platz beim Kampf der Künste Song Slam im Zeise in Hamburg
- 2009: 2. Platz beim Kampf der Künste Song Slam Jahresfinale im Hamburger Schauspielhaus
- 2009: Nominierung zum Kabarett Kaktus in München
- 2009: Nominierung zum Kleinkunstnagel in Wien
- 2010: 1. Platz beim Kunst gegen Bares im Severinsburgtheater in Köln
- 2010: 3. Platz beim Koggenzieher Kabarettpreis in der Bühne 602 in Rostock
- 2010: 1. Platz beim Kampf der Künste Song Slam im Zeise in Hamburg
- 2010: 1. Platz beim Kampf der Künste Song Slam Jahresfinale im Hamburger Schauspielhaus
- 2010: 1. Platz beim Song Slam im Severinsburgtheater in Köln
- 2011: Nominierung zum Prix Pantheon in Bonn
- 2021: 5. Platz bei LUKE! Die Greatnightshow – Deutschland lacht